# Droga sintética
Una droga sintética, de síntesis o diseño es aquel fármaco de  la síntesis artificial (o comercializado, si ya existía) de forma clandestina a fin de evitar las disposiciones existentes de las leyes sobre drogas, generalmente mediante cuando se cogen de derivados o análogos de fármacos existentes modificando su estructura química; menos comúnmente se refiere a la búsqueda de drogas con estructuras químicas diferentes que producen efectos subjetivos similares a las drogas ilícitas, con efectos similares o más potentes, que generalmente se venden en el mercado gris, debido a la desregularización existente en cuanto a este tipo de sustancias.todas se pueden consumir 

## Drogas sintéticas
- Opioides
- Alucinógenos
- Droga disociativa
- Derivados de la piperazina
- Entactógenos
- Estimulantes como la anfetamina y la metanfetamina
- Sedantes
- Esteroides anabólicos.
- Fármacos contra la disfunción eréctil.